# Structures
Structures (oftmals auch Struc/tures) ist eine Metal-Band aus dem kanadischen Toronto, welche Metalcore mit Elementen des Progressive Metals verbindet. Aufgrund dessen wird sie oftmals als Teil der Djent-Bewegung bezeichnet.

## Geschichte
Die Band entstand Anfang 2009, nachdem der Sänger Nick Xourafas, der Gitarrist Spyros Georgiou und der Bassist Spencer MacLean, welche zuvor in einer Band mit dem Namen Charitys spielten, auf den Gitarristen Brendon Padjasek und den Schlagzeuger Andrew McEnaney trafen, welche beide in anderen Bands aus Toronto spielten, und mit diesen die Band Structures gründeten. Im April 2010 veröffentlichten die damals noch 17- bis 19-jährigen Musiker ihre Debüt-EP All of the Above, welche sie selbst produziert hatten und eigenständig vertrieben. Es folgte im Oktober desselben Jahres eine Tour mit Abandon All Ships, Woe, Is Me und Liferuiner, welche quer durch Kanada führte. Während einer Tour durch Nordamerika mit Arsonists Get All the Girls, Volumes und Fall in Arechea gab die Band bekannt bei dem US-amerikanischen Label Sumerian Records einen Plattenvertrag unterschrieben zu haben, über welches sie ihr erstes Studioalbum veröffentlichen wollten.
Im Oktober 2011 erschien mit Divided By das Debütalbum der Band wie geplant über Sumerian Records. Zwischen April und Mai 2012 spielte die Band mit Veil of Maya, Betraying the Martyrs und Vildhjarta ihre erste Tour durch Europa. Im November 2012 war die Band ebenfalls in Europa neben Parkway Drive, Emmure und The Word Alive zu sehen. Im Mai 2013 spielte die Band eine weitere Tour durch Kanada mit Texas in July, Northlane und Intervals.

## Diskografie

### Alben
- 2011: Divided By (Sumerian Records)
- 2014: Life Through a Window (Sumerian Records)

### EPs
- 2010: All of the Above (Eigenvertrieb)
- 2021: None of the Above (Eigenvertrieb)